# Sphelodon wardae
Sphelodon wardae är en stekelart som beskrevs av Carolina Godoy och Ian D. Gauld 2002. Sphelodon wardae ingår i släktet Sphelodon och familjen brokparasitsteklar. Inga underarter finns listade i Catalogue of Life.